# Jacques Dubochet
Jacques Dubochet (* 8. června 1942 Aigle) je švýcarský biofyzik, nositel Nobelovy ceny za chemii v roce 2017.

## Život
V letech 1962-1967 vystudoval fyziku na polytechnice v Lausanne. Další vzdělání získával na univerzitách v Ženevě a Basileji. Až tam se začal zabýval elektronovou mikroskopií DNA a biofyzikou. V letech 1978-1987 pracoval v Evropské laboratoři molekulární biologie v Heidelbergu, jakožto vedoucí výzkumné skupiny. V letech 1987-2007 pak znovu působil na své mateřské univerzitě v Lausanne, kde se stal profesorem. Poté odešel do důchodu.
V roce 2017 získal Nobelovu cenu za chemii, a to za vyvinutí technologií pro kryoelektronovou mikroskopii. Cenu získal spolu s Richardem Hendersonem a Joachimem Frankem. Dubochetovým hlavním přínosem byl podle Nobelova výboru vývoj nové metody přípravy vzorků, tzv. vitrifikace. Její podstatou je, že vzorek se prudce ochladí kapalným dusíkem. Díky tomu nedojde ke klasické krystalizaci, jež je typická pro tradiční proces zmrznutí, ale ke zesklovatění vzorku.
Zajímavostí je, že svých vědeckých úspěchů dosáhl navzdory své dyslexii. Angažuje se též politicky. Je členem Sociálnědemokratické strany Švýcarska a členem městského zastupitelstva ve městě Morges.